# Aeródromo Santa Rosa de Tabalí
El Aeródromo Santa Rosa de Tabalí (OACI: SCOT) es un terminal aéreo ubicado 3 kilómetros al norte de Ovalle, Provincia de Choapa, Región de Coquimbo, Chile. Es de propiedad privada.